# 水力

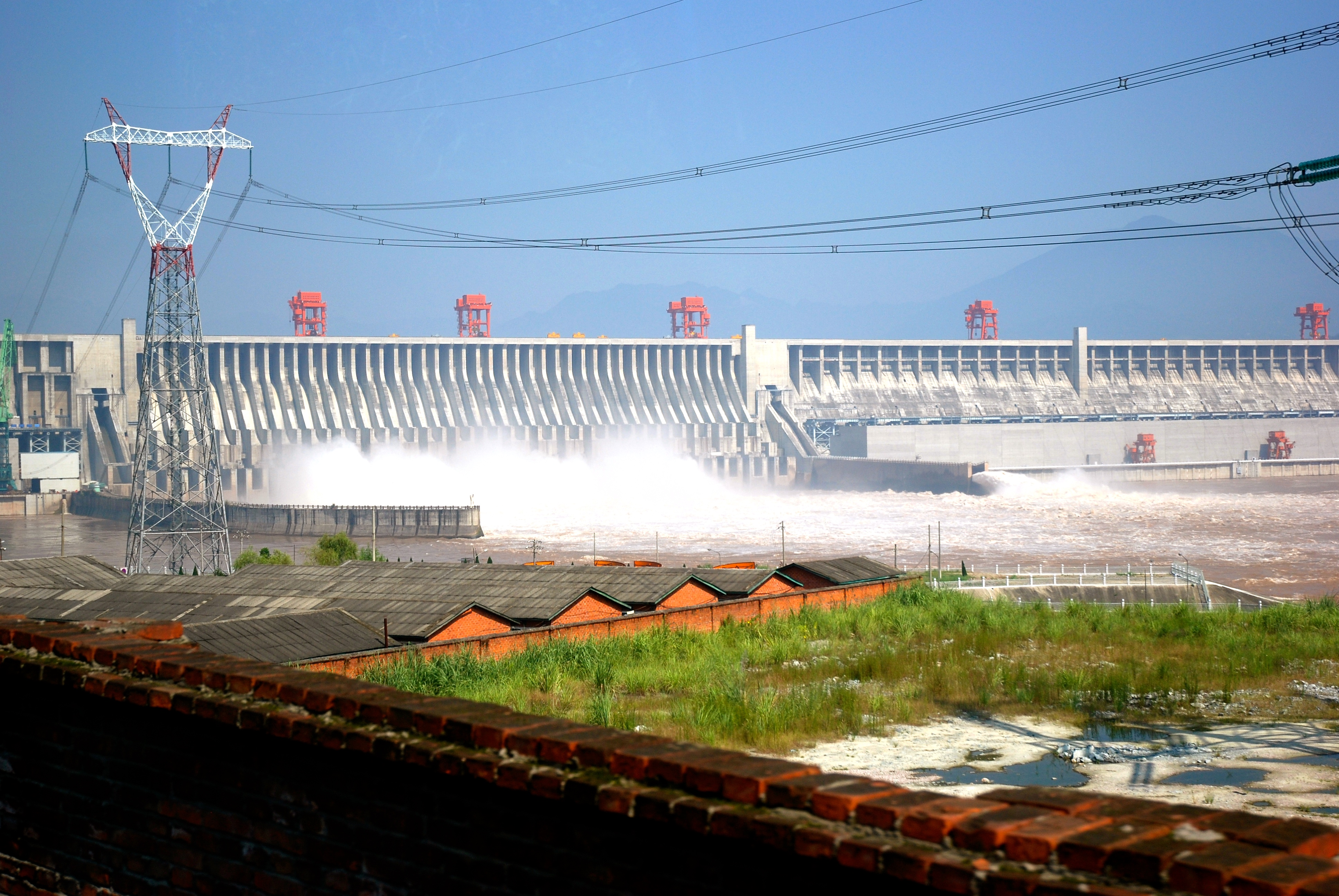
位于中国的长江三峡大坝;
该水电站是世界上最大装机容量的水电站。

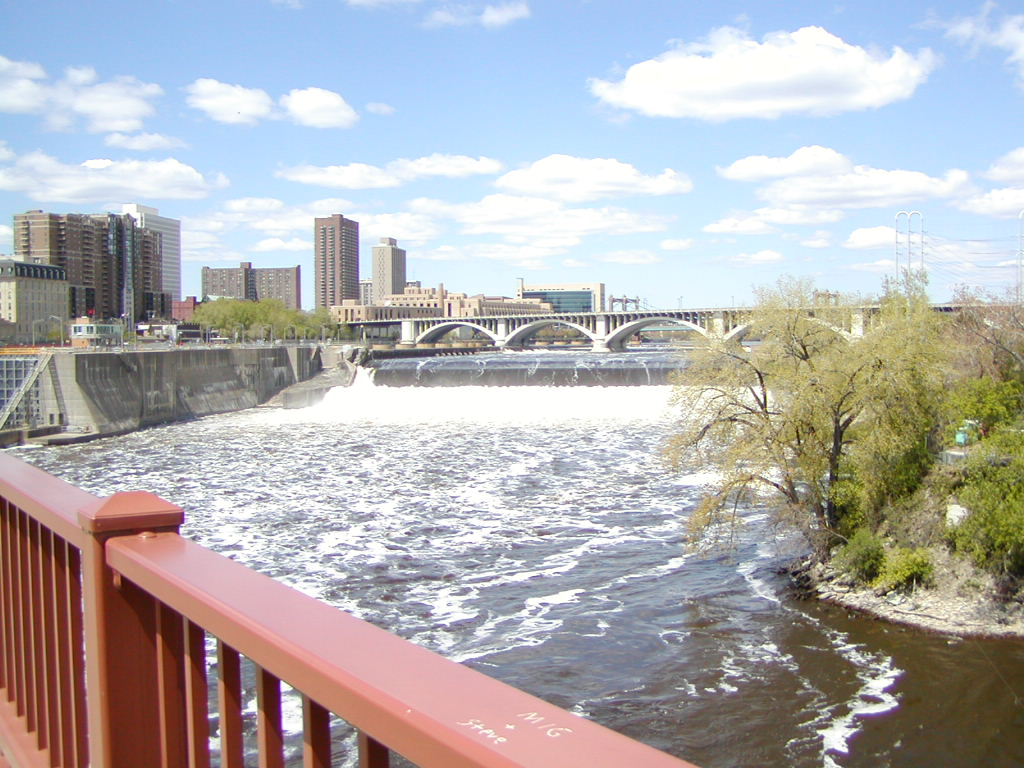
位于美国的聖安東尼瀑布; 水力曾经被用在这里磨面粉。

水力（hydropower，water power）又称水能，是天然水流蕴藏的位能和动能等能源的统称，蕴藏量取决于水流的流量与落差。采用某些技术措施，可将水能转化为机械能或电能，即人類容易利用的能源，例如水力發電的过程。
水力資源或称水能资源，则是由水流體含有的能量来源的天然資源或自然能源，是一种可再生资源。自古以来，人类就使用各种形式的水车等工具利用水利资源里的可再生能源，进行农田灌溉和各种机械装置的操作，例如面粉厂，锯木厂，织布，码头起重机，升降机和矿石磨等。
从19世纪末期开始，人类开始建造水电站利用水利资源发电。在诺森伯兰郡的克拉格塞德是第一个住宅于1878年以水力发电供电，而第一个商用水力发电厂在尼亚加拉大瀑布于1879年建成。
在1881年，在尼亚加拉瀑布城的路灯是由水力发电供电。
自20世纪初，水力资源这个术语已被用于几乎完全结合水力发电的现代化发展。国际机构例如世界银行检视水电作为促进经济发展的手段而无需添加大量的碳到大气中，但在某些情况下有大坝的环境问题。
水力資源的水能蕴藏在河流的水位落差和流量，其數值成正比例。單位數為電力常用的千瓦或馬力。
此外，自然的水力資源還有來自潮汐和海浪的流體力學。
現時，人類十分依賴非再生能源，所以水力資源多數有待開發。

## 实际应用
- 长江三峡水利枢纽工程，
- 聖安東尼瀑布
- 伊泰普水电站

## 参阅
- 国际水电协会（英语：International Hydropower Association）
- 海洋能
- 潮汐能
- 海水鹽差能
- 波浪能
- 海水溫差發電